# Merdereau
Merdereau – rzeka we Francji, przepływająca przez tereny departamentów Mayenne i Sarthe, o długości 25,8 km. Stanowi dopływ rzeki Sarthe.